# Carl Hammarskjöld
Carl Gustav Hammarskjöld, född 22 februari 1838 i Tuna, Kalmar län, död 1 april 1898 i Stockholm, nationalekonom, jurist och politiker, bror till Hugo Hammarskjöld och kusin till Carl-Gustaf Hammarskjöld och Hjalmar Hammarskjöld.
Efter studier på Uppsala universitet utnämndes han 1866 till docent i nationalekonomi och finansrätt, blev 1870 adjukt och 1877 till professor i samma ämne. Det var knappast hans vetenskapliga meriter som gav honom professorsstolen, hans vetenskapliga produktion var obetydlig, utan snarare hans personliga egenskaper. Han var Kalmar nations inspektor 1878–1880. Han invaldes i Vetenskapsakademien 1885, vars preses han var 1893–94. Bland hans akademiska arbeten märks Om lösdrifvare och deras behandling (1866), Om grundskatternas upphäfvande el. aflösen (1866), Om falsk angifvelse och ärekränkning (1875), Bidrag till tolkning af k. förordningarne.... om kommunalstyrelse (1888).
Han engagerade sig politiskt och representerade högern i andra kammaren 1879–81 och i första kammaren 1895–97. Han var även ledamot av kyrkomötena 1873, 1878, 1888 och 1893. I Arvid Posses regering 1880 blev han först utnämnd till konsultativt statsråd och senare samma år till ecklesiastikminister en post han behöll fram till 1888, då han avverkat tre statsministrar, Arvid Posse, Carl Johan Thyselius och Robert Themptander. Han ansåg själv att han som statsråd varit alltför svag på grund av dålig initiativförmåga.